# Retrat d'una vaileta
Retrat d'una vaileta és una pintura a l'oli realitzada per Joan Miró el 1919 i que actualment forma part de la col·lecció permanent de la Fundació Joan Miró, de Barcelona, gràcies a una donació de Joan Prats, amic íntim de l'artista.

## Història
Miró va fer servir de model la filla dels masovers que cuidaven la masia que els seus pares havien adquirit a Mont-roig. En aquesta pintura, que presenta el mateix tractament minuciós que havia introduït l'any anterior, conviuen dues influències a les quals fa referència Miró mateix. L'una és l'art oriental, que segurament coneix gràcies a l'estampa japonesa, molt popularitzada aleshores i que és perceptible tant en el refinament del dibuix com en l'hàbil simplificació a què sotmet el plantejament naturalista, cosa que proporciona un encisador aire poètic a la imatge. L'altra són els frescos romànics, que inspiren la serenitat de la composició i una estranya sensació d'intemporalitat, fruit de la mirada profunda i impersonal de la nena, així com la frontalitat, la severitat i l'eficàcia d'una paleta força restringida. La vaileta es deia Consol Boquera i va néixer el 1914 i morir el juny de 2003.
| «                    | Les meves pintures detallistes eren obres molt reflexionades i meditades, i no deixaven pas gairebé mai, a l'espontaneïtat ni a l'abandó. Durant aquell període estava influït per l'art de l'Extrem Orient, i la miniaturització de la meva visió corresponia, naturalment, a la miniaturització dels mitjans d'expressió. L'arabesc es va convertir en cal·ligrafia. Hi havia una gran modèstia en tot això i la meva manera de pintar tenia alguna cosa de religiós | » |
| — Joan Miró i Ferrà. | |   |

## Descripció
Es tracta d'una de les obres de les èpoques primerenques de l'artista. El paisatge de Mont-roig desperta en Miró un inusitat interès naturalista, que es concreta en les denominades pintures detallistes, fetes entre el 1918 i el 1922. Un altre exemple previ seria Paisatge de Mont-roig, de 1916. Al Retrat d'una vaileta es pot veure alhora la severitat dels mestres medievals i la delicadesa de les formes orientalitzants, tant del gust de l'època, fet que confereix al rostre un especial lirisme i profunditat.

## Curiositat
L'obra fou la joia del museu pel Dia Internacional dels Museus de 2005.